# Carles Batlle
Carles Batlle i Jordà (* 1963 in Barcelona) ist ein katalanischer Schriftsteller und Dramaturg.

## Leben
Carles Batlle arbeitet als Dramaturg und Dozent in Barcelona. Seit 2005 leitet er dort zudem die Werkstatt des Off Theaters Sala Beckett, in dem viele seiner Stücke uraufgeführt wurden.
In seinen Theaterstücken setzt sich Batlle mit gesellschaftspolitischen Widersprüchen unserer Gegenwart auseinander: der Überlegenheit und Verunsicherung des Westeuropäers in der Fremde, der unter Bürgerkriegsverhältnissen ausgehebelten zivilisatorischen Vernunft, der Unumkehrbarkeit des Auswanderns etc. Dabei entwickelt Batlle dramatische Strukturen, die der Komplexität moderner Wirklichkeitserfahrung entsprechen.
Die Aufführungsrechte liegen in Deutschland beim Merlin Verlag.

## Stücke

### Kampf. Landschaft danach (Combat – Paisatge per a després d’una batalla)
Ein Bürgerkrieg irgendwo in Europa. Eine Frau verliert ihren Mann, ihre Wohnung, alles. Sie lebt nun in einem notdürftig eingerichteten Dachzimmer. Ein junger Soldat des feindlichen Lagers, der die Frau in einer Bar kennenlernt, geht zu ihr, bevor er an die Front muss. Nach ihm werden andere Soldaten seiner Truppe die Treppen zu ihr hinaufsteigen, regelmäßig. Für die Frau ist es eine Befreiung. Als die Belagerung vorbei ist, die Siegertruppen durch die Straßen ziehen, kommt der junge Soldat zu ihr zurück. Doch für die Frau hört hier die Geschichte auf; der Punkt ist erreicht, an dem ihr Leben sinnlos geworden ist.
Uraufführung: Sala Beckett, Barcelona 1998
Deutschsprachige Erstaufführung: Festival Neue Akzente, Augsburg 2003

### Yambu (Les veus de Iambu)
Berta und Viktor begeben sich als Individualtouristen auf der Reise ins Morgenland. Berta hat ihre Zelte in der Heimat abgebrochen und ist im Begriff, sich ganz auf die Rituale und Geschichten des einheimischen Tarquei einzulassen. Viktor dagegen schwankt zwischen Misstrauen und Eifersucht gegenüber diesem mythengläubigen Jungen, der die beiden Europäer zu den Quellen des Yambu führen will.
Yambu beschreibt unsere Suche nach metaphysischen Erfahrungen und offenbart die Gewalt, die wir hierfür einzusetzen bereit sind.
Uraufführung: Sala Beckett, Barcelona 2004

### Oase (Oasis)
Xavier kehrt in das Haus seiner Kindheit nach Spanien zurück, nachdem er zehn Jahre zuvor nach England ausgewandert war. Von seinem Adoptivbruder Raixid erfährt er, dass der alte Wohnsitz der Familie einer neugebauten Talsperre zum Opfer fallen wird. Er wird nichts mehr ausrichten können, allerdings gibt es einiges zu klären: die konfliktreiche Beziehung zu seinem Adoptivbruder, das Verhältnis zu seiner früheren Liebe Maria, die Aufarbeitung seiner politisch bewegten Jugend. Doch die Dinge entwickeln sich unerwartet, als Xavier entdeckt, dass Raixid im gemeinsamen Elternhaus zwei tunesische Einwanderer vor der Polizei versteckt hält.
In Oase spricht Batlle Kehrseiten unserer Wachstumsgesellschaft an: die Spekulation, die Zerstörung der Landschaft, die politische Repression.

### Versuchung (Temptació)
Hassan ist von Nordafrika illegal nach Spanien gekommen, um dort zu arbeiten und seine Familie zu unterstützen. In Spanien bittet er Guillem, den Sohn eines katalanischen Freundes, um Hilfe. Guillem verfolgt allerdings seine eigenen Interessen. Er lässt sich seine Dienste als „Arbeitsvermittler“ von den illegalen Einwanderern gut bezahlen. Allein das marokkanische Hausmädchen Aixa, die auf der Flucht vor einer Zwangsheirat ebenfalls an Guillem geraten ist, genießt einen Sonderstatus, denn Guillem hat sich in die junge Frau verliebt. Was er nicht weiß: Aixa ist Hassans Tochter.
Uraufführung: Katalanisches Nationaltheater, Barcelona 2004, Nov. 2004
Deutschsprachige Erstaufführung: Burgtheater Wien, Dez. 2004.
Darsteller: Mareike Sedl; Michele Cuciuffo, Florentin Groll.
Regie: Michael Schöndorf; Bühne: Eva-Maria Schwenkel; Kostüme: Dajana Dorfmayr; Video: Thomas Fuerhapter.

## Deutschsprachige Ausgaben
- Kampf. Landschaft danach, Merlin Verlag 2002, ISBN 3-87536-228-4
- Transit, Merlin Verlag 2007, ISBN 978-3-87536-257-2